# Bile (Ismajil)
Bile (ukrainisch Біле, russisch Белое, beides: „das Weiße“ in Anlehnung an die antike Bezeichnung der Insel Leuke, altgriechisch Λεύκη, „die Weiße“) ist eine Ansiedlung auf der Schlangeninsel im Schwarzen Meer mit etwa 50 Einwohnern (2015).

## Beschreibung
Bile liegt im Rajon Ismajil der ukrainischen Oblast Odessa auf der, dem Donaudelta etwa 37 km vorgelagerten, 41 m hohen Schlangeninsel mit einer Fläche von 20,5 Hektar. Im Ort gibt es ein Hotel, eine Bank, ein Geschäft und eine Poststation.

## Geschichte
Dem Wirtschafts- und Wohnkomplex auf der Schlangeninsel wurde am 8. Februar 2007 der Status einer Siedlung verliehen. Seit dem 13. April 2007  gehört die Siedlung administrativ zur Stadtgemeinde der westlich auf dem Festland gelegenen Stadt Wylkowe. Die Ortsgründung führte zu einer scharfen Reaktion des rumänischen Außenministeriums, nachdem die Schlangeninsel 1948 von Rumänien an die damalige Sowjetunion abgetreten worden war.
Am 24. Februar 2022 wurde die Insel durch russische Truppen im Verlauf des Russischen Überfalls auf die Ukraine besetzt. Ende Juni 2022 zogen sich die russischen Truppen von der Insel zurück.

## Verwaltungsgliederung
Am 18. Juli 2017 wurde das Dorf ein Teil der Stadtgemeinde Wylkowe; bis war es Teil der Stadtratsgemeinde Wylkowe im Rajons Kilija.
Seit dem 17. Juli 2020 ist es ein Teil des Rajons Ismajil.

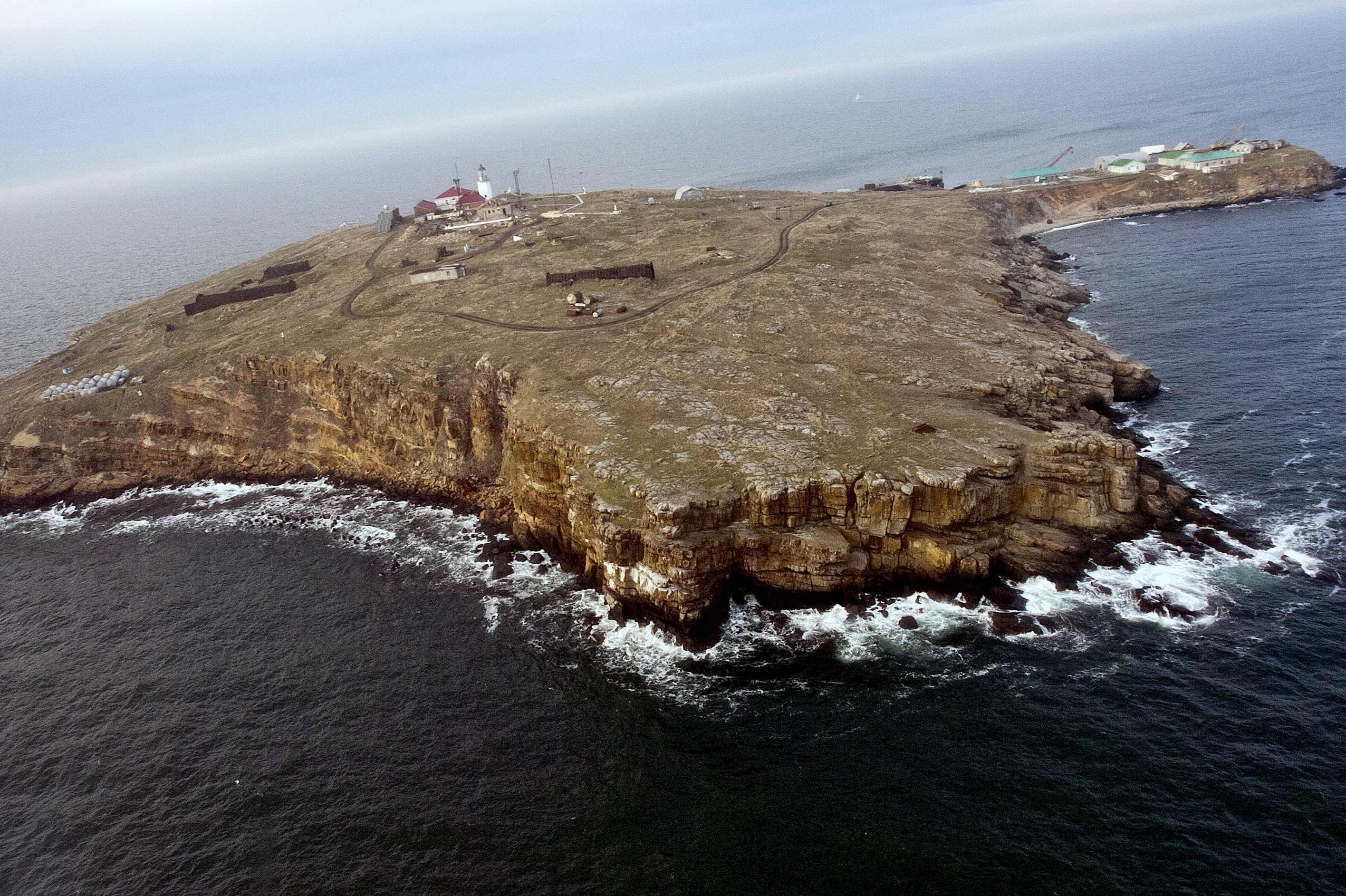
Die Siedlung Bile auf der Schlangeninsel (rechts oben im Bild)
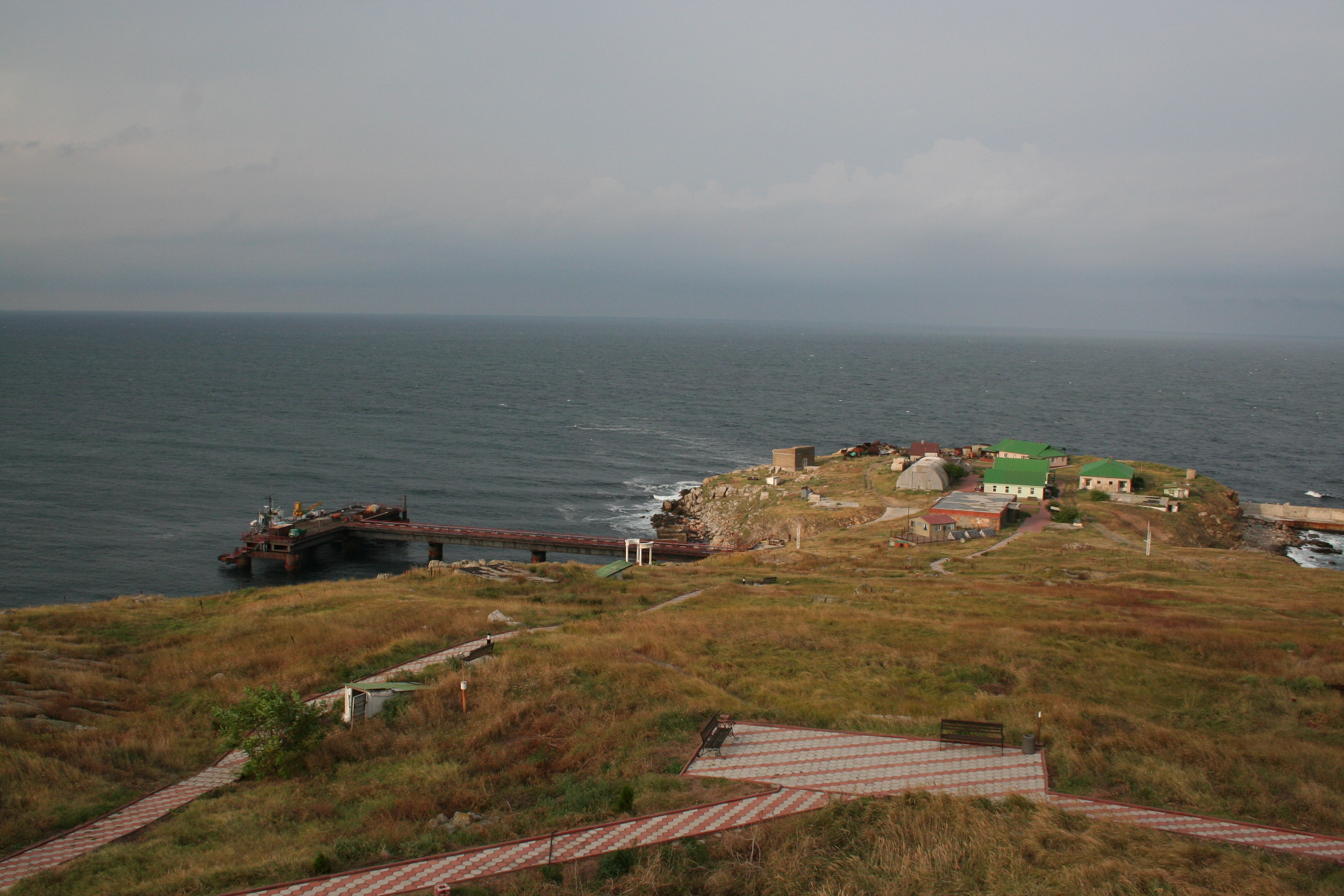
Die Siedlung Bile (2014)